# Andrzej Niemczyk
Andrzej Niemczyk (* 16. Januar 1944 in Litzmannstadt, Wartheland; † 2. Juni 2016 in Warschau) war ein polnischer Volleyball-Trainer, der in den 1980er-Jahren den Frauen-Volleyball in der Bundesrepublik Deutschland prägte.
Andrzej Niemczyk spielte aktiv Volleyball in Polen. Er war Trainer in Polen, in der Bundesrepublik Deutschland (1981 bis 1986 beim SV Lohhof, 1981 bis 1989 Trainer der Nationalmannschaft) und in der Türkei.
Niemczyks Töchter Natascha, Saskia, Małgorzata und Kinga spielen ebenfalls in Deutschland bzw. in Polen Volleyball.